# Cremorne Point
Cremorne Point è un sobborgo della città di Sydney in Australia. Situato sulla costa settentrionale della baia di Sydney, si trova a circa 6 chilometri a nord del CBD di Sydney.

## Geografia fisica
Il sobborgo si estende su un piccolo promontorio roccioso compreso tra la baia di Mosman a est e Shell Cove a ovest.

## Monumenti e luoghi d'interesse
- Faro di Punta Robertson